# Draba laconica
Draba laconica là một loài thực vật có hoa trong họ Cải. Loài này được Stevan. & Kit Tan mô tả khoa học đầu tiên năm 2002.